# Обадія
Обадія (Обадій, Овадія; івр. עבדיה) (кін. VIII — 1-ий дес. IX ст.) — нащадок Булана, засновник династії хазарських (інше написання — хозарських) царів (беків). З його ім'ям пов'язаний другий (остаточний) етап закріплення в Хазарії юдаїзму.
Час правління визначається залежно від датування акту юдаїзації. У вітчизняній літературі його прийнято визначати періодом після останнього набігу хазар на Закавказзя в 799 році і до кінця правління халіфа Гаруна Ар-Рашида — 809 року. На початку IX ст. в Хазарії стався державний переворот під керівництвом Обадії. Владу захопила юдейська община (рахдонітів), яка поставила поряд з каганом-тюрком царя-юдея.

### Реформи «Відновлення царства»

#### Релігійна реформа
Ха-мелех Обадія провів великі реформи. У релігійній області встановив ортодоксальну раввіністичну форму юдаїзму. Збудував синагоги і школи. Запросив в країну єврейських мудреців, встановивши їм щедру плату. Вони познайомили місцеву знать з Мішною й Талмудом.
За даними арабських джерел, зокрема Аль-Масуді, юдейська релігія стала пануючою в каганаті за часів халіфа Гаруна ар-Рашида, отже, Обадія почав свою реформаторську діяльність десь на рубежі VIII і IX вв. — через декілька років після початку панування на троні. Батько його, останній язичницький каган Хазарії, помер приблизно в 790 р., про що збереглася звістка в «Житії Іоанна Готського».
Цар Йосип (нащадок Обадії) у своєму листі до Хасдаї ібн-Шафрута (близько 960 р.) розповідає про свого прародителя Обадію наступне: «Потім явився цар з його (Булана) онуків, на ім'я Обадія, який відновив царство і зміцнив справжню віру; він побудував синагоги і учбові дома, зібрав учених Ізраїлю, дав їм срібло і золото, і вони пояснили йому 24 книги священного писання, Мішну, Талмуд і збірки святкових молитов, будучи богобоязливим, люблячим Тору і справжнім служителем Господа, да почиє на ньому дух Божий».

#### Політична реформа
У політичній області став засновником системи подвійного правління, при якій за номінальними правителями країни каганами залишилися тільки символічні функції, а керівництво державою здійснювали їх заступники — нащадки Обадії. Юдаїзм, таким чином, став релігією правлячого дому.
Каган (хакан) перетворився на харизматично-релігійного сакрального живого бога, який проте, не мав ніякої влади, а його іменем правив цар (ха-мелех, бек). Хакан став своєрідним талісманом юдейської Хазарії, якого боготворили коли країна процвітала, і вбивали за перших негараздів, замінюючи сином чи братом.
Після прийняття юдаїзму Обадією і його оточенням «стали стікатися до нього юдеї з різних мусульманських країн і з Руму», — відмітив Аль-Масуді. Слід сказати, що вже при Булані, що зробив спробу впровадити юдаїзм в Хазарії, багато євреїв переселилося в Східне Передкавказзя з Ірану під тиском мусульман. Євреї, що знову прибувають, гнані в християнських і в мусульманських країнах, швидко заселили цілі квартали хазарських міст, особливо кримських. Велика кількість їх осіла й в Ітилі. Вони щільним кільцем оточили трон Обадії та його наступників, що зробило каганат синкретичною культурно, та юдейською за політикою, державою.
Для своєї династії встановив прогресивний порядок престолонаслідування: замість традиційного «лествичного» принципу від старшого брата до молодшого, трон став передаватися строго від батька до сина. Проте, після правління сина Обадії, Єзекії і онука Манассії, його лінія завершилася і трон перейшов до брата Обадії Ханукки. Є підстави вважати, що це сталося внаслідок швидкої загибелі перших царів через опір частини хазарської знаті новим порядкам.

### Протиюдейська війна, відділення кабарів
Усі, хто не прийняв юдаїзм, у тому числі християни і мусульмани, об'єдналися проти уряду, почалася громадянська війна, про яку через 100 років писав Костянтин Порфірогенет: «Коли у них сталося відділення від їх влади і зайнялася міжусобна війна, перша влада взяла верх, і одні з повсталих були перебиті, інші втекли і оселилися з тюрками (можливо, маються на увазі мадяри) в нинішній печенізькій землі, уклавши взаємну дружбу і діставши назву кабарів». Міжусобиця ослабила державу в цілому. Так, після репресій, зроблених проти кримських християн хазарським каганом, після ліквідації Готської митрополії Крим відколовся від Хазарії, і його приєднала до себе Візантія. Хазарам-юдеям довелося з цим змиритися, оскільки антиюдейськи налаштовані феодали і союзні з ними угорці тривожили царя навіть на його власній землі. У відповідь на це, каган зруйнував один з найпрекрасніших замків у своїй державі — Правобережний, який належав, мабуть, булгарину-неюдею.
Цілком допустимо, що каган Обадія, обертаючи знать в юдаїзм, прагнув не лише до протиставлення своєї держави двом великим державам (імперії і халіфату), але і до послаблення (але не знищення сакралізіції) язичницьких пут сакралізації влади (династії Ашина), що дало б йому реальну можливість боротися за владу в хазарській державі.
Ймовірно, саме тому Йосип і написав, що Обадія «поправив царство», тобто, на його думку, дещо відрегулював стосунки кагана зі своїми підданими, окрім відновлення юдейських обрядів та побудови в містах синагог.

### Сумніви, щодо історичності Обадії
Деякі дослідники, наприклад К. Цукерман, заперечують реальність Обадії як історичної фігури, на тій основі, що він не згаданий в короткому списку хазарських царів (твір Ієгуди Барселонця, XII століття). Проте ця точка зору не є загальноприйнятою.